# Мирошина, Елена Николаевна
Еле́на Никола́евна Миро́шина (5 июня 1974, Москва — 18 декабря 1995, Москва) — советская и российская прыгунья в воду, серебряный призёр Олимпийских игр 1992 года, серебряный призёр чемпионата мира 1991 года, двукратная чемпионка Европы (1987 и 1991), чемпионка СССР (1988). Заслуженный мастер спорта СССР (1992). Выступала за общество «Спартак» (Москва).

## Биография
Елена Мирошина родилась 5 июня 1974 года в Москве. Начала заниматься прыжками в воду в возрасте 6 лет под руководством Татьяны Петрухиной. В 1987 году на чемпионате Европы в Страсбуре 13-летняя Елена Мирошина выиграла золото в прыжках с вышки, опередив подругу по команде Анжелу Стасюлевич и немку из ГДР Сильке Абихт.
В 1988 году на Олимпиаде в Сеуле 14-летняя советская прыгунья (самая юная участница олимпийского турнира по прыжкам в воду) заняла шестое место в прыжках с 10-метровой вышки. Менее пяти баллов Мирошина уступила Анжеле Стасюлевич, занявшей 4-е место, а бронзовому призёру Венди Лиан Уильямс из США Мирошина проиграла более 18 баллов.
Зимой 1991 года в Перте выиграла серебро чемпионата мира, уступив только 12-летней китаянке Фу Минся. В том же году в Афинах вновь стала чемпионкой Европы по прыжкам с вышки, оставив позади Ингу Афонину из СССР и Уте Ветциг из Германии.
В 1992 году Играх в Барселоне в составе Объединённой команды 18-летняя Мирошина завоевала серебро, уступив 13-летней Фу Минся почти 50 баллов. Перед последним восьмым прыжком финала Мирошина шла только на 4-м месте, отставая от второго места более чем на 25 баллов и идя почти вровень с Ингой Афониной, но в последнем прыжке Мирошина прыгнула лучше всех, получив 73,92 балла (второй результат среди всех финальных прыжков после 80,19 за 7-й прыжок у Фу Минся). Олимпийская чемпионка 1984 года на вышке китаянка Чжоу Цзихун, шедшая перед последним прыжком второй, сорвала свой прыжок, получив только 37,44 балла, и в итоге откатилась на четвёртое место, проиграв 1,35 балла в борьбе за бронзу американке Мэри Эллен Кларк.
Завершила карьеру в 1995 году. В конце 1995 года 21-летняя Елена Мирошина была найдена мёртвой после того, как при невыясненных обстоятельствах выпала из окна своей квартиры, будучи беременной.